# Бёк-фьорд

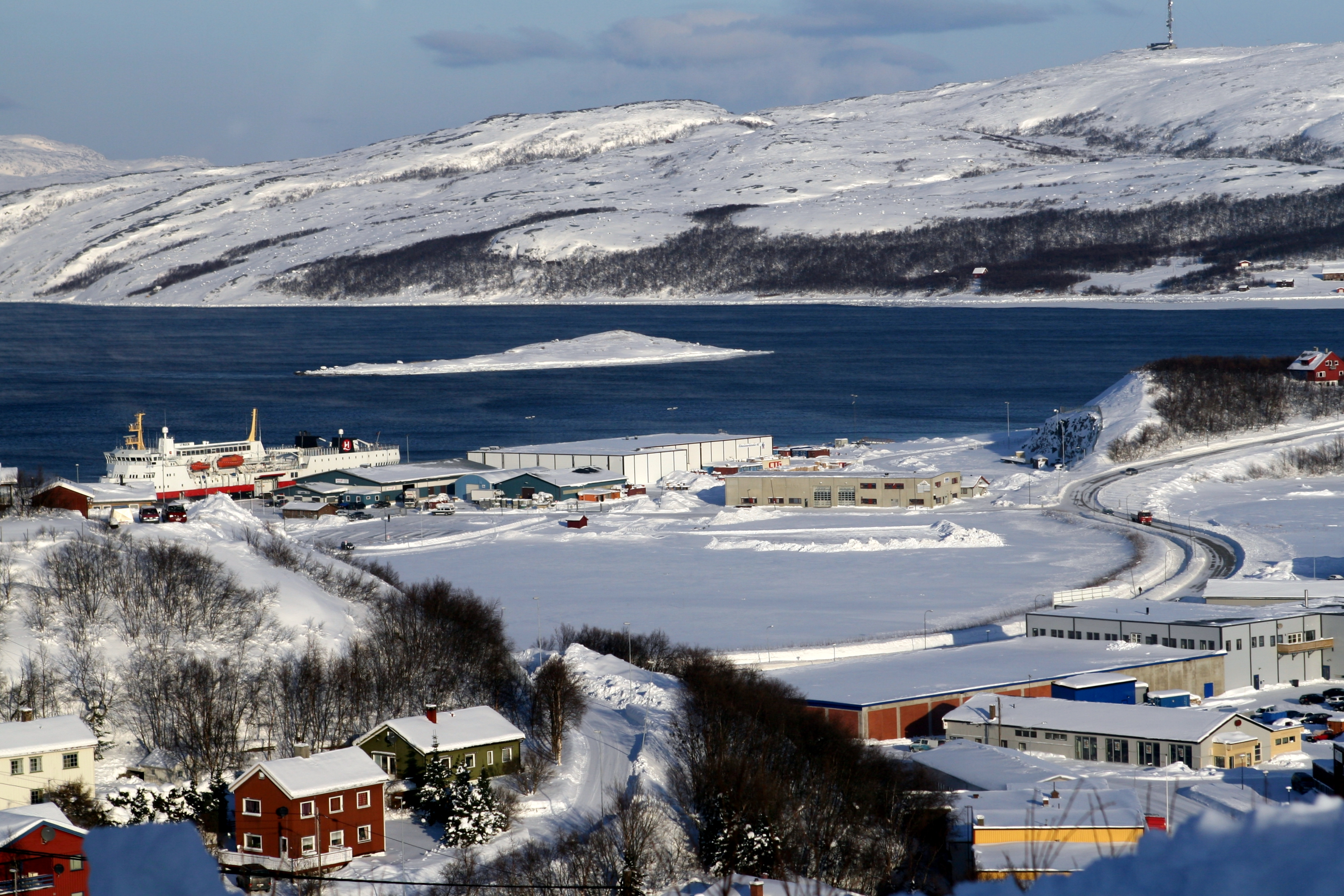
Бёк-фьорд в Киркенесе

Бёк-фьорд (саам.: Báhčaveaivuotna, норв. Bøkfjorden) — фьорд в коммуне Сёр-Варангер в области Финнмарк, в Норвегии.
Двадцатитрёхкилометровый фьорд является южным рукавом Варяжского залива. В Киркенесе Бёк-фьорд разветвляется на два узких рукава. Река Патсойоки впадает в Бёк-фьорд у посёлка Эльвенес (который находится примерно в 1500 метрах от Российско-норвежской границы).
На берегу фьорда расположен город Киркенес. На западной стороне фьорда находится большой остров Скугерёйа. У входа во фьорд находится маяк.